# Universal Hobbies
Universal Hobbies is een Franse modelautofabrikant die auto's en tractoren maakt in verschillende schalen. De productie zelf vindt plaats in China. Universal Hobbies is voortgekomen uit het vroegere Jouef en Eagle's Race.

## 1:18 personenauto's
- Alfa Romeo Spyder

## 1:16 landbouw
Universal Hobbies heeft van de volgende fabrikanten tractoren in schaal 1:16 gemaakt: 
- Big Bud
- Champion
- County
- Deutz
- Doe
- Fendt
- Ferguson
- Ford
- Fordson
- Landini
- Massey Ferguson
- Massey Harris
- Nuffield
- Renault
- Roadless
- Someca
- Valmet
- Vendeuvre

Universal Hobbies heeft van de volgende fabrikanten werktuigen in schaal 1:16 gemaakt:
- Claas
- J. C. Bamford
- Krone

## 1:32 landbouw
Universal Hobbies heeft van de volgende fabrikanten tractoren in schaal 1:32 gemaakt:
- AGCO
- Challenger
- Claas
- Deutz-Fahr
- Fendt
- Ford
- Fordson
- Hürlimann
- Kirovets
- Lamborghini
- Landini
- Massey Ferguson
- McCormick
- New Holland
- Renault
- SAME
- Terrion
- Valtra
- Zetor

Universal Hobbies heeft van de volgende fabrikanten zelfrijders in schaal 1:32 gemaakt:
- Bobard
- Challenger
- Claas
- Fendt
- Krone
- Kuhn
- Laverda
- Massey Ferguson
- Tecnoma

Universal Hobbies heeft van de volgende fabrikanten werktuigen in schaal 1:32 gemaakt: 
- Amazone
- Claas
- Dangreville
- Deutz-Fahr
- Fella
- Fendt
- Gallignani
- Grégoire Besson
- Grimme
- Horsch
- Jeantil
- Joskin
- Krone
- Kuhn
- La Campagne
- Lemken
- Massey Ferguson
- Perard
- Promodis
- Rauch
- Schuitemaker
- Väderstad (Landbouwmachines)
- Vicon

## 1:32 bouwmachines
Universal Hobbies heeft van de volgende fabrikanten bouwmachines in schaal 1:32 gemaakt: 
- Claas
- Kramer
- Komatsu

## 1:43 personenauto's
In de schaal 1:43 maakt het bedrijf sinds 2006 ook auto's. Onder meer modellen van Audi, AC en Alfa Romeo worden nagemaakt.

## 1:50 bouwmachines

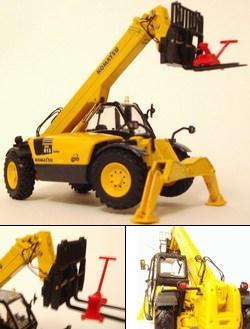
Komatsu WH613

Universal Hobbies heeft van de volgende fabrikanten bouwmachines in schaal 1:50 gemaakt: 
- Liebherr
- Komatsu
- Kramer
- Neuson
- Wacker

## 1:64 personenauto's
In de schaal 1:64 maakt Universal Hobbies gedetailleerde modellen voor het automerk Renault. De modellen bestaan uit:
- Dacia Logan
- Mégane CC
- Mégane Scenic RX4
- Mégane Scenic

## 1:128 landbouw (sleutelhangers)
Universal Hobbies heeft van de volgende fabrikanten landbouw machines in schaal 1:128 (sleutelhaners) gemaakt:
- AGCO
- Challenger
- Champion
- Claas
- Deutz-Fahr
- Fendt
- Ferguson
- Fordson
- Krone
- Landini
- Laverda
- Massey Ferguson
- McCormick
- Renault
- Valtra